# 치솜 에그부출람
치솜 에그부출람(영어: Chisom Egbuchulam, 1992년 2월 22일 ~ )은 나이지리아의 축구 선수이다. 포지션은 공격수이며 현재 UAE 프로리그의 하타 소속이다. K리그에서의 등록명은 치솜이었다.

## 클럽 경력
2013년부터 나이지리아 프리미어리그 엥우 레인레스에서 뛰었고, 2016년에는 36경기 16득점 11도움을 기록하며 리그 MVP 수상과 함께 나이지리아 국가대표로 선정된 적이 있다. 이후 2017년, 스웨덴의 BK 헤켄으로 임대 이적했다.
2018년 4월, 팔켄베리 FF로 이적해 26경기 14득점을 기록해 리그 득점 2위에 오르며 팀을 1부 리그로 승격하는데 기여했다.
2019년, K리그2의 수원 FC로 이적했다.
2020년 1월 2일, 중국 갑급리그의 메이저우 하카로 이적했다.
2023년 7월 1일, 중국 갑급리그의 쓰촨 주뉴로 이적했다.

## 국가대표 경력
2016년 10월, 나이지리아 국가대표에 소집되어 러시아 월드컵 아프리카 지역 3차 예선 잠비아와의 경기 후보 명단에 들었다.